# Sent Marçal de Nabirac
Sent Marçal de Nabirac (en francès Saint-Martial-de-Nabirat) és un municipi francès situat al departament de la Dordonya i a la regió de la Nova Aquitània.

## Demografia
| 1962                                       | 1968 | 1975 | 1982 | 1990 | 1999 | 2007 |
| ------------------------------------------ | ---- | ---- | ---- | ---- | ---- | ---- |
| 494                                        | 473  | 463  | 415  | 512  | 513  | 629  |
| Des de 1962: població sense dobles comptes |      |      |      |      |      |      |

## Administració
| Període   | Identitat        | Partit |
| --------- | ---------------- | ------ |
| 1989-2008 | Jean-Guy Planche |        |
| 2008-     | Pascal Grousset  |        |